# أوغسطين دومينغيز
أوغسطين دومينغيز هو سياسي أمريكي، ولد في 30 يوليو 1955 في مينيابوليس في الولايات المتحدة. نشط حزبياً في حزب العمال المزارعين الديمقراطيين في مينيسوتا والحزب الديمقراطي. وقد انتخب عضو مجلس نواب مينيسوتا ‏.